# Kohoutov
Kohoutov är en ort i Tjeckien. Den ligger i den nordöstra delen av landet, 110 km öster om huvudstaden Prag. Kohoutov ligger 456 meter över havet och antalet invånare är 230.
Terrängen runt Kohoutov är varierad. Runt Kohoutov är det ganska glesbefolkat, med 27 invånare per kvadratkilometer. Närmaste större samhälle är Trutnov, 12,2 km norr om Kohoutov. I omgivningarna runt Kohoutov växer i huvudsak blandskog.